# Attila Szalai
Attila Árpád Szalai (* 20. Januar 1998 in Budapest) ist ein ungarischer Fußballspieler, der bei der TSG 1899 Hoffenheim unter Vertrag steht und aktuell an Kasımpaşa Istanbul ausgeliehen ist. Seit 2019 ist er zudem A-Nationalspieler seines Heimatlandes ist.

## Karriere
Szalai ist ein 1,92 m großer und „robuster“ Abwehrspieler. Er spielt primär in der Innenverteidigung als „linker Innenverteidiger“ und sekundär kann er auch als linker Außenverteidiger agieren. Er ist ein agiler und moderner Innenverteidiger mit sicherer Ballführung und Spielaufbau, auch im Bedrängnis eines Gegenspielers.
Der österreichische Fußballtrainer Zoran Barišić umschrieb Szalai als „intelligenten Spieler“ und verglich ihn mit dem deutschen Fußballspieler Holger Badstuber mit mehr Dynamik, aber nicht mit der Verletzungsanfälligkeit von Badstuber.

### Vereine
Szalai begann seine Karriere bei Gödi SE, danach spielte er bei Vác Város LSE. 2010 wechselte er zu Vasas Budapest, von wo aus er im Januar 2012 nach Österreich in die AKA Rapid Wien ging. Im Oktober 2015 spielte Szalai erstmals für die Drittligamannschaft des Klubs. Nachdem drei Verteidiger verletzt ausgefallen waren, rückte er im Mai 2016 in den Profikader auf und debütierte schließlich im Heimspiel gegen den SCR Altach in der Bundesliga.

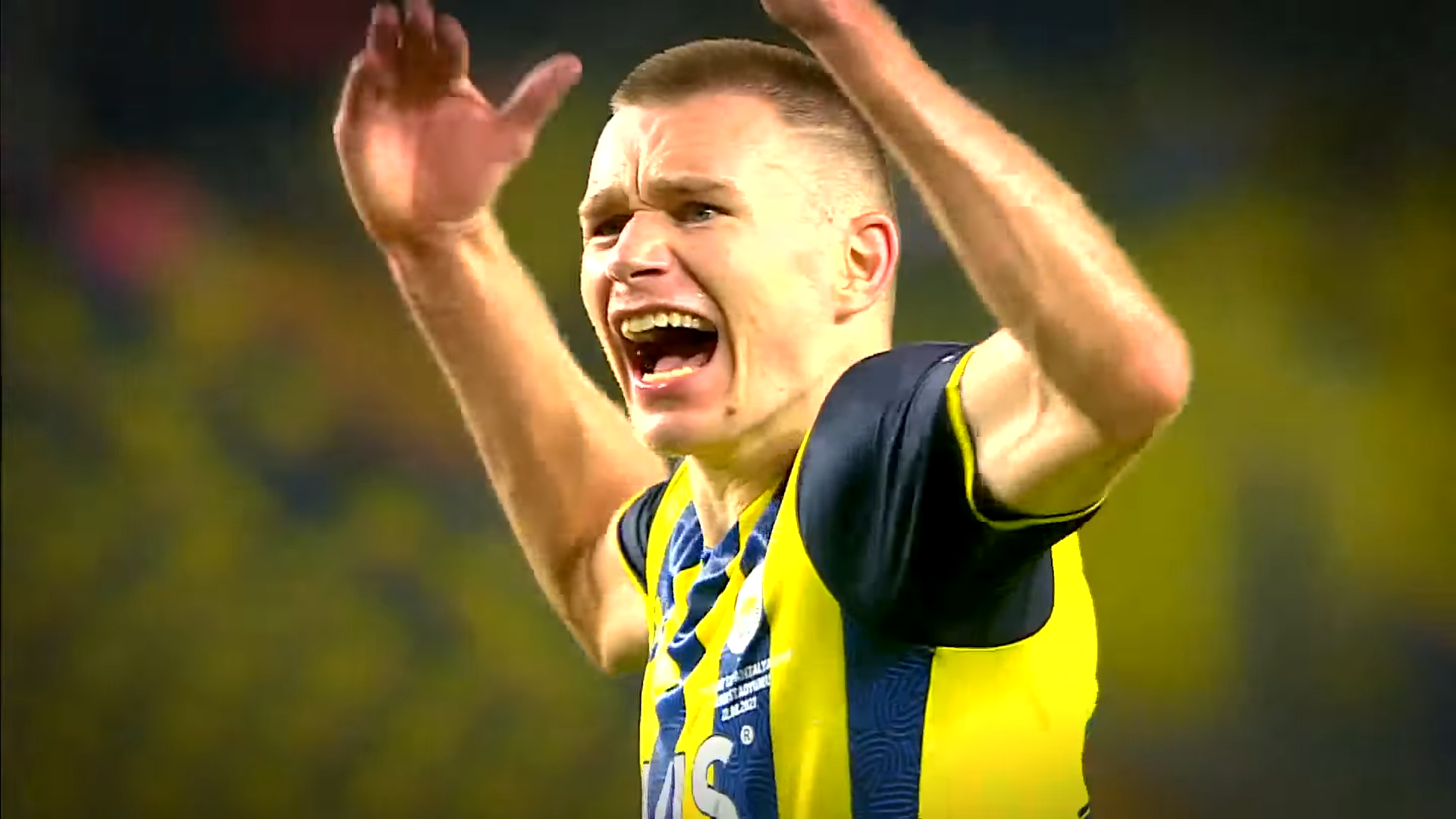
Szalai beim Anfeuern (2021)

Nach insgesamt fünf Jahren im Dienste der Wiener und der „Konkurrenzsituation“ mit fünf weiteren Innenverteidigern zog es ihn zur Spielzeit 2017/18 wieder in die Heimat, diesmal zum Erstligisten Mezőkövesd-Zsóry SE. Dort entwickelte sich Szalai zum Stammspieler. Im Juli 2019 wechselte Szalai zum zyprischen Erstligisten Apollon Limassol, wo er erstmals in seiner Karriere in UEFA-Vereinswettbewerbspielen zum Einsatz kam.
Im Januar 2021 wechselte er vom zyprischen Meisteraspiranten zum türkischen Meisteraspiranten Fenerbahçe Istanbul und unterschrieb einen Viereinhalbjahresvertrag. Beim Fenerbahçe wurde er auf Anhieb Stammspieler und eröffnet aus der Abwehr meistens den Spielaufbau seiner Mannschaft. Am Saisonende 2020/21 wurde Szalai mit der Mannschaft mit einem Zwei-Punkte-Rückstand Meisterschaftsdritter.
Im Juli 2023 wechselte Szalai nach Deutschland zur TSG 1899 Hoffenheim. Nachdem Szalai bei Hoffenheim in der Hinrunde nur zu vier Ligaeinsätzen gekommen war, wurde er kurz nach Ende der Winterpause bis Saisonende an den Ligakonkurrenten SC Freiburg verliehen. Auch in Freiburg spielte Szalai keine wichtige Rolle und so stand er in der restlichen Saison nur bei drei Ligaspielen auf dem Spielfeld.
Zur Saison 2024/25 kehrte Szalai nach Hoffenheim zurück, kam unter Pellegrino Matarazzo und dessen Nachfolger Christian Ilzer aber in keinem Pflichtspiel zum Einsatz. Er wechselte daher im Januar 2025 bis zum Saisonende auf Leihbasis zum belgischen Erstligisten Standard Lüttich. Dort bestritt er 5 von 19 möglichen Ligaspielen.
Für die Saison 2025/26 folgte die Leihe zu Kasımpaşa Istanbul.

### Nationalmannschaft
Szalai durchlief zwischen 2012 und 2019 die ungarischen Nachwuchsnationalmannschaften von der U15 bis U19 und die U21. Unter dem ungarischen U21-Nationaltrainer Zoltán Gera stieg er 2019 temporär zum Mannschaftskapitän auf.

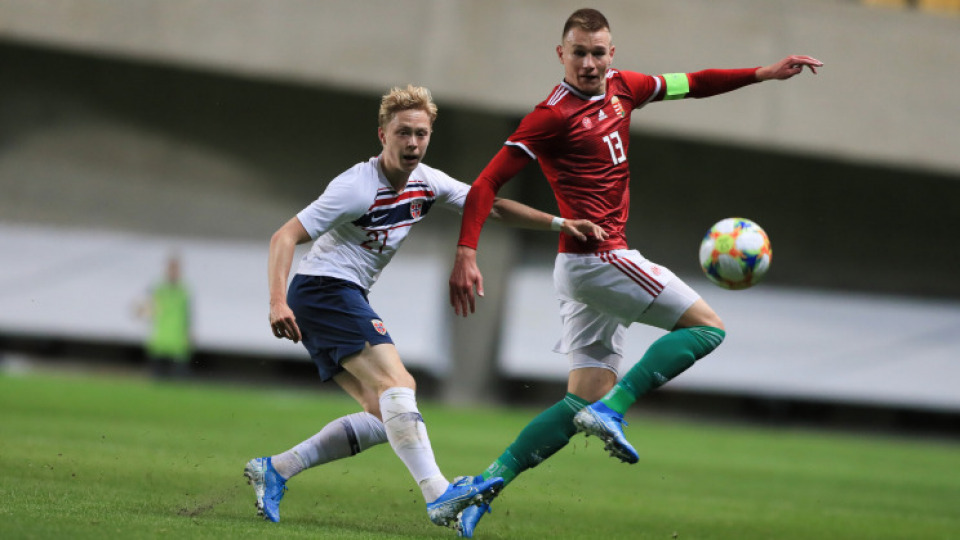
Szalai mit der Kapitänsbinde im U21-Länderspieleinsatz (2019).

Im November 2019 wurde Szalai mit 21 Jahren erstmals für die ungarische A-Nationalmannschaft als Nachrücker für den verletzten Tamás Kádár nominiert. Im gleichen Monat gab er in seiner Geburtsstadt im Testspiel gegen Uruguay sein A-Länderspieldebüt. 2020 entwickelte er sich zum Stammspieler und trug maßgeblich zur Teilnahme der Mannschaft zur Europameisterschaft 2021 in den Play-offs bei. Darüber hinaus trug er im gleichen Jahr auch zum Gruppensieg in der Liga B der UEFA Nations League 2020/21 bei, indem die Mannschaft in vier Gruppenspielen von möglichen sechs ohne Gegentor blieb.
Anfang Juni 2021 wurde Szalai vom Nationaltrainer Marco Rossi in den endgültigen Turnierkader Ungarns für die Europameisterschaft 2021 nominiert, kam aber mit diesem in einer Gruppe mit dem Titelverteidiger Portugal und dem amtierenden Weltmeister Frankreich nicht über die Gruppenphase hinaus.
Im Mai 2024 wurde er von Marco Rossi in den ungarischen Kader für die Fußball-Europameisterschaft 2024 berufen und bestritt dort zwei von drei Gruppenspielen.

## Titel
- Türkischer Pokalsieger: 2023 (Fenerbahçe Istanbul)